# Cardiotaxinae
De Cardiotaxinae zijn een onderfamilie van de Cardiasteridae, een familie van uitgestorven zee-egels (Echinoidea) uit de orde Holasteroida.

## Geslachten
- Plesiocorys Pomel, 1883 †
- Sternotaxis Lambert, 1893 †